# Eugene Clapp
Eugene „Gene“ Howard Clapp, IV (* 19. November 1949 in Brookline, Massachusetts) ist ein ehemaliger Ruderer aus den Vereinigten Staaten. Er war mit dem Achter Olympiazweiter 1972.

## Karriere
Eugene Clapp begann im Alter von zwölf Jahren in einem Sommerlager mit dem Rudersport. Später ruderte er für die University of Pennsylvania und für den Vesper Boat Club in Philadelphia.
Bei den Olympischen Spielen 1972 in München waren 15 Achter am Start. Der Achter aus den Vereinigten Staaten mit Lawrence Terry, Franklin Hobbs, Peter Raymond, Timothy Mickelson, Eugene Clapp, William Hobbs, Cleve Livingston, Michael Livingston und Steuermann Paul Hoffman gewann den ersten Vorlauf vor dem Boot aus der Bundesrepublik Deutschland. Im Halbfinale belegte der Achter aus den USA den dritten Platz hinter den Achtern aus der DDR und aus der UdSSR. Im Finale siegte das Boot aus Neuseeland mit über zweieinhalb Sekunden Vorsprung, dahinter kämpften die Boote aus den USA und aus der DDR um den zweiten Platz, im Ziel hatten die Amerikaner sechs Hundertstelsekunden Vorsprung und erhielten die Silbermedaille.
Sein jüngerer Bruder Charles Clapp gewann bei den Olympischen Spielen 1984 Silber mit dem Achter.